# ماركوس هامرشميت
ماركوس هامرشميت Marcus Hammerschmitt (ولد عام 1967 في ساربروكن) هو شاعر وكاتب روائي اشتهر بروايات الخيال العلمي وصحفي ألماني.
تفتحت مواهبه الأدبية مبكرا، فكتب أولى قصائده وهو في عمر الخامسة عشرة. درس الفلسفة وعلم الأدب في جامعة إبرهارد كارل في توبنغن. وأتم دراسته ببحث حول عمل أدبي هو «مينيما موراليا» للأديب تيودور أدورنو.
يعمل كاتبا حرا منذ عام 1995. بجانب عضويته في اتحاد الكتاب الألماني. ألف العديد من روايات الخيال العلمي، ونشر القصائد والمقالات في مجلة «تيليبوليس» الإنترنتية، وكذلك في المجلة الأسبوعية «جانغل وورلد».

## الجوائز
حصل هامرشميت على عدة جوائز منها:
- جائزة الخيال العلمي الألمانية عام 1996
- جائزة تادويس ترول 1997
- جائزة كورد لاسفيتس 1998
- جائزة فورت الأدبية 1999.

## من أعماله
- الرجل الزجاجي 1995
- الرياح 1997
- الهدف 1998
- مشروع هرقل 2006
- أمير العقارب 2007

## وصلات خارجية
- ماركوس هامرشميت على موقع ميوزك برينز (الإنجليزية)
- ماركوس هامرشميت  على قاعدة بيانات الخيال التأملي على الإنترنت

1. ↑   https://jungle.world/autorin/marcus-hammerschmitt. {{استشهاد ويب}}: |url= بحاجة لعنوان (مساعدة) والوسيط |title= غير موجود أو فارغ (من ويكي بيانات) (مساعدة)